# Joseph Boxhall

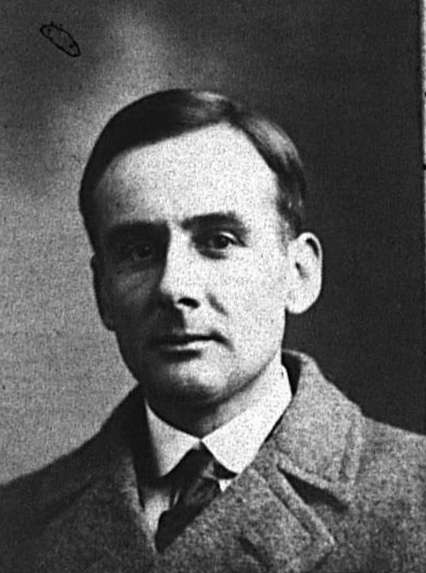
Boxhall (Bildaufnahme vor 1919)

Joseph Groves Boxhall jr. (* 23. März 1884 in Hull, England; † 25. April 1967 in Christchurch, England) war Vierter Offizier der Titanic und diente später als Marineoffizier im Ersten Weltkrieg. In der Unglücksnacht der Titanic errechnete er die Position des Schiffes, wie sie in den Notrufen verwendet wurde, und befehligte er eines der Rettungsboote. Es war ihm zu verdanken, dass die Rettungsboote von der rettenden Carpathia aufgefunden wurden.

## Leben

### Junge Jahre

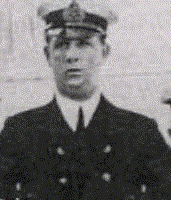
Boxhall als Offizier

Boxhall wurde in Hull geboren und war das zweite Kind von Mariam und Kapitän Joseph Boxhall sr. Er kam bereits früh in Kontakt zur Seefahrt, da seine Familie eine Seefahrerfamilie war. Sein Großvater war ein Seemann und sein Vater war der Leiter der Wilson Line aus Hull.
Er folgte den Fußstapfen seiner Vorfahren und ging am 2. Juni 1899 auf seine erste Reise auf einem Segelschiff der William Thomas Line aus Liverpool. Boxhall blieb vier Jahre an Bord und kam in dieser Zeit viel herum. Nachdem er das Schiff verlassen hatte, arbeitete er bei seinem Vater bei der Wilson Line. Als er seinen Master- und Extra-Mastertitel im September 1907 erworben hatte, verließ er die Wilson Line, um bei der White Star Line zu arbeiten. Er diente der White Star Line auf den Schiffen Oceanic und Arabic, bevor er mit 28 Jahren als Vierter Offizier auf die Titanic kam.

### RMS Titanic
Am 26. März 1912 wurde er, wie die anderen Junioroffiziere der Titanic, um 9 Uhr in das White Star Line Büro beordert. Am Tag darauf fuhr er nach Belfast, um an Bord des Schiffes zu gelangen. Nach dem Ablegen der Titanic am 10. April in Southampton ging er seinen Aufgaben nach, zu denen die Unterstützung der Passagiere oder der Crew sowie die Navigation gehörten.
Als das Schiff am 14. April um 23:40 Uhr mit einem Eisberg kollidierte, befand sich Boxhall im Dienst und bei den Offizierskabinen. Er hörte das Läuten der Glocke im Krähennest und begab sich daraufhin sofort zur Brücke. Er kam dort kurz nach dem erfolglosen Ausweichmanöver des Ersten Offiziers William M. Murdoch an. Der bald darauf eintreffende Kapitän Edward John Smith forderte ihn auf, eine Kontrolle des Vorderschiffes vorzunehmen. Boxhall konnte keinen Schaden feststellen und wurde daraufhin von Smith losgeschickt, um den Schiffszimmermann eine genauere Inspektion des Schiffes durchführen zu lassen. Dieser kam ihm allerdings schon bald nach Verlassen der Brücke entgegen und berichtete ihm, dass sich die vorderen Abteile des Schiffes schnell mit Wasser füllten. Boxhall wurde daraufhin losgeschickt, um den Zweiten Offizier Charles Lightoller sowie den Dritten Offizier Herbert Pitman zu holen. Anschließend sollte er die Position der Titanic berechnen.
Gegen 0:47 Uhr wurde die erste Signalrakete von einer befestigten Halterung nahe der Brücke abgefeuert. Boxhall hatte darüber die Aufsicht und wurde von mehreren Crew-Mitgliedern wie Quartiermeister George Arthur Rowe unterstützt. Die beiden schossen so lange Raketen ab, bis erst Boxhall und später Rowe die Titanic in einem Rettungsboot verließen. Boxhall und andere Menschen auf der Titanic hatten nämlich ein Licht am Horizont entdeckt. Außer mit Raketen versuchte Boxhall, das fremde Schiff im Norden mit einer Morse-Leuchtlampe zu kontaktieren. Boxhall konnte keine Antwort erkennen.
Um 1:45 Uhr wurde Boxhall als Kommandant in Rettungsboot Nr. 2 zu Wasser gelassen. Nach dem Untergang der Titanic fragte er die Frauen im Boot, ob sie zurückfahren sollten, um Überlebende aus dem Wasser zu retten, doch sie fürchteten zu kentern und verneinten. Das Boot war jedoch nur zu zwei Drittel gefüllt, es wäre also noch genügend Platz vorhanden gewesen, um weitere Personen aufzunehmen.
Als die Carpathia gesichtet wurde, entzündete Boxhall kleine grüne Leuchtstäbe, um das Schiff zu ihnen zu führen. Sein Boot wurde als erstes aufgenommen. An Bord des Schiffes angekommen wurde Boxhall direkt zur Brücke beordert, wo er Kapitän Arthur Rostron darüber informierte, dass die Titanic um etwa 2:20 Uhr untergegangen war.
Boxhall wurde während der Untersuchungen zum Untergang der Titanic mehrfach befragt. Er war einer der Ersten, der Lichter eines fremden Schiffes am Horizont erwähnte, das nicht auf die Signale der Titanic reagierte. Dabei handelte es sich um die Californian 12–14 Meilen nördlich von der Titanic. Boxhalls Aussagen führten allerdings zu Irritationen, da er fälschlicherweise annahm, dass das fremde Schiff sich genähert habe und nur etwa fünf Meilen entfernt gewesen sei. Allgemein ist es sehr schwierig, in der Dunkelheit die Entfernung oder Bewegung eines Schiffes richtig einzuschätzen, von dem man nur Lichter und nicht etwa den Rumpf sah.

### Weiteres Leben und Tod

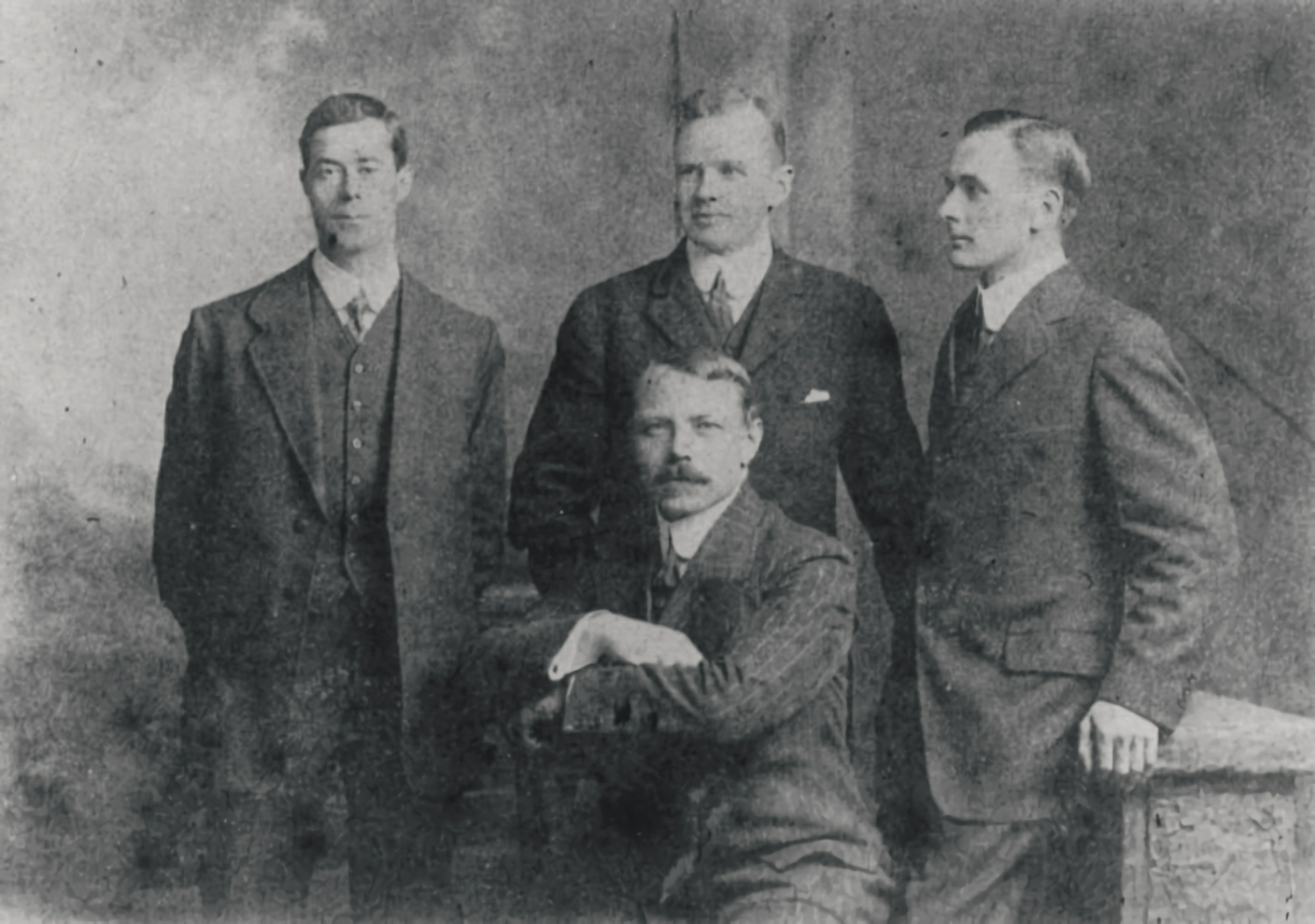
Die überlebenden Offiziere der Titanic, von links nach rechts: Harold Lowe, Charles Lightoller, Joseph Boxhall. Vorn sitzend: Herbert Pitman.

Nach dem Titanic-Desaster diente Boxhall zunächst als Vierter Offizier auf dem White Star Line-Schiff Adriatic. Parallel zu seinem zivilen Beruf war er in die Royal Naval Reserve der Royal Navy eingetreten. Er wurde dort 1911 im Rang eines Sub-Lieutenant bestätigt und 1915 zum Lieutenant befördert. Während des Krieges diente er ein Jahr auf dem Kriegsschiff Commonwealth, bevor er nach Gibraltar geschickt wurde, wo er ein Torpedoboot kommandierte.
Nach dem Krieg heiratete Boxhall im März 1919 Marjory Beddells, zwei Monate später kehrte er zurück zur White Star Line und wurde Zweiter Offizier auf der Olympic. 1923 wurde er zum Lieutenant-Commander der Royal Naval Reserve befördert. Nach der Cunard-White Star-Fusion im Jahre 1934 diente er zunächst als erster, später als Leitender Offizier (u. a. auf der Aquitania und der Berengaria), wurde allerdings nie Kapitän bei der Handelsmarine. Nach 41 Jahren auf See ging er 1940 in den Ruhestand.
Boxhall war ein eher schweigsamer und ruhiger Mann und sprach auch nicht gerne über seine Erlebnisse auf der Titanic. Trotzdem half er bei dem britischen Film A Night to Remember, der 1958 nach dem Sachbuch von Walter Lord gedreht wurde, als technischer Berater mit und wurde 1962 auch vom BBC interviewt.
In den 1960er Jahren verschlechterte sich sein Gesundheitszustand rapide, bis er schließlich ins Krankenhaus eingeliefert wurde. Er verstarb als letzter der Titanic-Offiziere am 25. April 1967 an einer Gehirnblutung im Alter von 83 Jahren. Seine Asche wurde, um seinen letzten Wunsch zu erfüllen, bei den Koordinaten 41°46N 50°14W ins Meer geschüttet – der Position, die Boxhall ein halbes Jahrhundert zuvor als Unglücksstelle der Titanic berechnet hatte. Seit dem Fund des Wracks 1985 ist bekannt, dass sie um 13 Seemeilen zu weit westlich war.

## Media
- Im Film Die letzte Nacht der Titanic aus dem Jahr 1958 spielte ihn Jack Watling.
- In S.O.S. Titanic aus dem Jahr 1979 wurde er von Warren Clarke gespielt.
- In der Fernsehserie Titanic (1996) wurde er von Gerard Plunkett gespielt.
- In James Camerons Titanic (1997) wurde er von Simon Crane gespielt.